# Altham (Erding)
Altham ist ein Gemeindeteil der Kreisstadt Erding auf der Gemarkung Langengeisling im oberbayerischen Landkreis Erding.

## Lage
Das Kirchdorf liegt etwa vier Kilometer nördlich von Erding. 300 Meter östlich verläuft die Staatsstraße 2331.
Die Sempt fließt im südwestlichen Bereich entlang des Dorfrandes. Der Ort ist mit dem nördlich angrenzenden Gemeindeteil Eichenkofen zusammengewachsen.

## Geschichte
Altham wurde im Jahr 816 erstmals erwähnt, als der Priester Luitpert vor Antritt einer Romwallfahrt sein Allod (Eigengut) dem Hochstift Freising schenkte. Ob sich schon damals ein Sakralbau in Altham befand, ist nicht gesichert, der heutige Kirchenbau hat romanische Bauteile.
Bis 1978 war der Ort ein Gemeindeteil von Langengeisling, das nach Erding eingemeindet wurde.

## Filialkirche St. Benedikt
Das im Nordwesten des Dorfes und etwas abseits stehende Kirchlein ist in seiner Bausubstanz im Großen und Ganzen noch romanisch. In spätgotischer Zeit wurde es dem Zeitgeschmack etwas angepasst, der Erdinger Stadtmaurermeister Hans Kogler barockisierte den Sakralbau im Jahr 1680 innen und außen. Der Turm wurde im Jahr 1893 verändert. Die Filialkirche, die ein dreijochiges Langhaus und einen eingezogenen zweijochigen Chor mit östlich angebauter Sakristei hat, wird im Innern durch eine hölzerne Felderdecke im Langhaus und ein mit Rahmenstuck versehenes Tonnengewölbe mit Stichkappen im Chor überwölbt. Der Spitzhelm-Dachreiter sitzt über dem Chor und der Sakristei. Das Altarblatt des hochbarocken Choraltars zeigt den Kirchenpatron mit der Althamer Kirche im Hintergrund. An weiterer nennenswerter Ausstattung besitzt das Kirchlein zwei barocke Madonnen (Maria Immaculata und Mondsichelmadonna).

Altham von Nordwest (das linke angeschnittene Haus gehört bereits zu Eichenkofen)
Altham von Ost